# Justin Marks (Drehbuchautor)
Justin Marks (* 27. April 1980 in Harris, Texas) ist ein US-amerikanischer Drehbuchautor.
Marks studierte Architektur an einem College und war im Anschluss Student an der Columbia University. Er arbeitete mehrere Jahre als Assistent im Independent-Film-Bereich, bevor er als Drehbuchautor tätig wurde. Der erste realisierte Film, der auf einem seiner Drehbücher basiert, war Street Fighter: The Legend of Chun-Li aus dem Jahr 2009. Weitere von ihm verfasste Drehbücher, etwa zu einem He-Man-Film, wurden nicht umgesetzt. 2013 wurde Mark von Disney beauftragt, eine Live-Action-Verfilmung von Das Dschungelbuch umzusetzen. Zuvor arbeitete er bereits einer Neuverfilmung von 20.000 Meilen unter dem Meer. Der Film The Jungle Book wurde 2016 veröffentlicht und entwickelte zu sich einem finanziellen Erfolg. Marks erhielt für seine Arbeit eine Nominierung für den Satellite Award. 2015 wurde bekannt, dass Marks an einer Fortsetzung zu Top Gun – Sie fürchten weder Tod noch Teufel arbeitete. Hieraus entstand schließlich der 2022 veröffentlichte Film Top Gun: Maverick. Gemeinsam mit Drehbuchautor Peter Craig wurde Marks hierfür 2023 für den Oscar in der Kategorie Bestes adaptiertes Drehbuch nominiert, gemeinsam mit den eigentlichen Drehbuchautoren Ehren Kruger, Christopher McQuarrie und Eric Warren Singer. Hinzu kam eine Nominierung für den Satellite Award in der Kategorie Bestes adaptierte Drehbuch.
Von 2017 bis 2019 lief die von Marks entwickelte Serie Counterpart. 2019 wurde bekannt, dass er und seine Ehefrau Rachel Kondo, eine Autorin, an einer Neuverfilmung des Romans Shogun arbeiten. Die Veröffentlichung der Serie erfolgte im Februar 2024. Sie entwickelte sich zu einem künstlerischen Erfolg, und wurde bei der Primetime-Emmy-Verleihung 2024 mit 18 Preisen ausgezeichnet, was zuvor noch keiner Serie gelungen war. Shogun erhielt unter anderem den Preis für die beste Dramaserie, in der gleichen Kategorie gewann Shogun auch bei den Golden Globe Awards 2025.